# La Chambre 108
Pour plus de détails, voir Fiche technique et Distribution.
La Chambre 108 est un film français de Daniel Moosmann sorti en 1993.

## Synopsis
L'incessant duel verbal et les maintes tracasseries causées par un vieux malade dans un hôpital avec son compagnon de chambrée, un brave bonhomme se croyant atteint d'une grave maladie. En effet, Charles Renoir, s'imaginant un mortel cancer, se voit obligé, par manque de chambre individuelle, de cohabiter avec un vieillard irascible, René Bertillon. Chacun se sent fortement attiré pour l'infirmière Janine, témoin de leurs constantes querelles.

## Fiche technique
- Réalisation et scénario : Daniel Moosmann
- D'après la pièce de théâtre de Gérald Aubert
- Directeur de la photographie : Cyril Lathus
- Musique : John Sorman
- Genre : comédie
- Année : 1992
- Durée : 80 minutes
- Pays : France
- Date de sortie en salle : 18 août 1993

## Distribution
- Roland Giraud : Charles Renoir
- Jean Carmet : René Bertillon
- Grace de Capitani : Janine
- Jean Barney
- Catherine Cyler